# Вся правда о медведях
Вся правда о медведях (англ. We Bare Bears) — американский мультсериал производства телеканала Cartoon Network. Автор Дэниел Чонг. Сериал о трёх братьях-медведях — Гризли (Grizzly), Панда (Panda) и Белом (Ice Bear), которые стараются вписаться в общество людей и найти друзей. Основано на веб-комиксе Дэниела Чонга «The Three Bare Bears». Премьера состоялась 27 июля 2015 года. Сериал получил премию «Энни» в категории «Лучшая анимационная телепрограмма для детей» за эпизод «Panda’s Art» (10 серия 3 сезона).
В 2020 году вышел сиквел — полнометражный фильм Мы обычные медведи (англ. We Bare Bears: The Movie), а в 2022 году — мультсериал-приквел «Мы обычные медвежата» (We Baby Bears).

## Сюжет
Мультсериал основывается на историях жизни трёх приёмных братьев-медведей: Гризли (Гриз), Пандой (Пан-Пан) и Белого. Они пытаются стать популярными среди людей и в Интернете — Панда ходит на свидание и ведёт собственный блог, а Гризли снимает фильмы. Однако это получается довольно неуклюже, но они не унывают и всегда поддерживают друг друга. У медведей есть свой уникальный способ передвижения — «пирамидой» друг на друге, как в цирке. Это своеобразная[какая?] метафора их родственных отношений.
Основное действие происходит в пещере в Сан-Франциско, в которой живут медведи, однако некоторые серии посвящены их детству и путешествиям.

## Персонажи

### Медведи
- Гриз (англ. Grizzly) — медведь гризли, старший брат и лидер группы, очень шумный и общительный. Пытается подружиться со всеми, кто попадается на пути. Снимает фильм про Гвоздодера Джонса, где исполняет все роли сам.
- Панда (англ. Panda) — панда. Самый чувствительный и технически развитый медведь, зависим от своих гаджетов и постоянно пытается найти пару на сайте знакомств. Панда — безнадёжный романтик и у него намного меньше уверенности в себе, чем у его братьев. Панда — вегетарианец, у него сильная аллергия на арахис, он рисует в стиле аниме.
- Белый (англ. Ice Bear) — белый медведь. Самый малоразговорчивый персонаж. Он часто служит комической развязкой сюжета, говорит о себе в третьем лице и спит в холодильнике всегда с топором. Умеет хорошо вязать. Любит все «холодное». Белый проявил себя заботливым братом, умелым поваром, танцором сальсы, мастером единоборств, он умеет говорить на нескольких языках, например, на корейском, французском, русском и японском. Белый — самый спокойный из братьев, сохраняет свой «холодный» вид даже в самых странных ситуациях.

### Периодически появляющиеся персонажи
- Хлоя Пак (англ. Chloe Park) — десятилетняя кореянка, подружилась с медведями пытаясь изучить их для своей научной работы. Хлоя — ребёнок-вундеркинд, она перескочила несколько классов и поступила сразу в колледж. Она любит смотреть Время приключений. Особо привязана к Белому.
- Ном-Ном (англ. Nom Nom) — коала, интернет-знаменитость со скверным характером. Знакомится с медведями, когда Гризли признается, что ему нравится YouTube Ном-нома. В нескольких сериях проявляет себя как эгоистичный и жестокий персонаж, что не мешает медведям проявлять к нему сочувствие.
- Чарли (англ. Charlie) — очень высокий снежный человек, в одиночестве живущий в лесу в окрестностях Сан-Франциско, по соседству с медведями. Знакомится с медведями через веб-сайт с целью пожить у них некоторое время. Чарли привык всегда быть один, совершенно не умеет общаться, но тем не менее, пытается быть хорошим другом. Его постоянно преследуют СМИ, отчего у него появилась боязнь телекамер. Особо дружен с Пандой.
- Ральф (англ. Ralf)— один из антагонистов сериала, который впервые появляется в эпизоде "Ральф". Он второй снежный человек, который появился в сериале.
- Тейбс (англ. Tabes) — рыжеволосая девушка-рейнджер, которая пошла по стопам матери и со всей харизмой стремится вершить правосудие и восстанавливать справедливость. Иногда её целеустремленность пугает её друзей, медведей. Долгое время она пыталась найти неизвестное науке существо, обитающее в лесу (это Чарли), но инцидент с пожаром отрезвил её. Часто обращается к Гризу за помощью.
- Мистер и миссис Пак (англ. Mr. and Mrs. Park) — родители Хлои. Отец — немного строгий мужчина в очках, мать — доброжелательная хозяйка дома, которая больше, чем её супруг, доверяет медведям. Между собою разговаривают на родном корейском, а среди друзей — на английском языке.
- Ёж-пианист — зверёк, который прославился в Интернете игрой на пианино. В рождественском эпизоде является диджеем на дискотеке Ном-Нома. Является пародией на кота-пианиста из видеоролика в YouTube, опубликованного в 2006 году.
- Мартинез (англ. Martinez) — пожилой рейнджер, напарник Тейбс, который работал ещё с её матерью. Единственный человек, кто спокойно относится к девушке и её поступкам.
- Яна (англ. Yana) — русская девушка, бариста ночного кафе для гиков. Близкий друг Белого, с которым её связывает общее прошлое. Не может простить его за некоторые дела и поступки, но все же очень тепло к нему относится. Появляется в двух сериях «Ледяных ночей Белого». Выяснилось, что она, возможно, является родной дочерью полярника Юрия, что спас и воспитал Белого.

## Актёры озвучивания
| Персонаж | Оригинал (США)                                  |
| -------- | ----------------------------------------------- |
| Гризли   | Эрик Эдельштейн Сэм Лаваньино (Голос в детстве) |
| Панда    | Бобби Мойнахан Дункан Джойнер (Голос в детстве) |
| Белый    | Деметри Мартин                                  |
| Хлоя     | Шарлин И                                        |
| Люси     | Элли Кемпер                                     |
| Чарли    | Джейсон Ли                                      |
| Ням Ням  | Пэттон Освальт                                  |

## Пилотная серия
| Сезон | Оригинальное название | Русское название      | Дата показа (США)                                   | Дата показа (Россия)                        |
| ----- | --------------------- | --------------------- | --------------------------------------------------- | ------------------------------------------- |
| 0     | We Bare Bears         | Вся Правда о Медведях | 6 ноября 2014 (KLIK! Festival) 29 августа 2015 (CN) | 7 ноября 2015 (Multfest) 9 ноября 2015 (CN) |

## Сезон 1
| Номер | Оригинальное название | Русское название          | Дата показа (США) | Дата показа (Россия) |
| ----- | --------------------- | ------------------------- | ----------------- | -------------------- |
| 1     | Our Stuff             | Наши вещи                 | 27 июля 2015      | 16 ноября 2015       |
| 2     | Viral Video           | Популярный ролик          | 27 июля 2015      | 16 ноября 2015       |
| 3     | Food Truck            | Закусочная на колёсах     | 28 июля 2015      | 17 ноября 2015       |
| 4     | Chloe                 | Хлоя                      | 29 июля 2015      | 19 ноября 2015       |
| 5     | Panda’s Date          | Свидание Панды            | 30 июля 2015      | 23 ноября 2015       |
| 6     | Everyday Bears        | Обычный медвежий день     | 31 июля 2015      | 25 ноября 2015       |
| 7     | Burrito               | Буррито                   | 6 августа 2015    | 27 ноября 2015       |
| 8     | Primal                | Дикая природа             | 13 августа 2015   | 1 декабря 2015       |
| 9     | Jean Jacket           | Джинсовая куртка          | 20 августа 2015   | 3 декабря 2015       |
| 10    | Nom Nom               | Ням Ням                   | 27 августа 2015   | 7 декабря 2015       |
| 11    | Shush Ninjas          | Шикальщики                | 3 сентября 2015   | 10 декабря 2015      |
| 12    | My Clique             | Живешь один раз           | 10 сентября 2015  | 15 декабря 2015      |
| 13    | Charlie               | Чарли                     | 17 сентября 2015  | -                    |
| 14    | Brother Up            | Верхний брат              | 12 октября 2015   | 12 июня 2016         |
| 15    | Occupy Bears          | Медвежий протест          | 13 октября 2015   | 14 июня 2016         |
| 16    | Panda’s Sneeze        | Чих Панды                 | 14 октября 2015   | -                    |
| 17    | The Road              | Дорога                    | 15 октября 2015   | 8 июня 2016          |
| 18    | Emergency             | Чрезвычайное происшествие | 16 октября 2015   | 13 июня 2016         |
| 19    | Tote Life             | Жизнь в этом городе       | 2 ноября 2015     | -                    |
| 20    | Charlie & the Snake   | Чарли и змея              | 3 ноября 2015     | 11 июня 2016         |
| 21    | Video Date            | Видео свидание            | 4 ноября 2015     | -                    |
| 22    | Pet Shop              | Зоомагазин                | 5 ноября 2015     | 8 июня 2016          |
| 23    | Chloe and Ice Bear    | Хлоя и Белый              | 6 ноября 2015     | -                    |
| 24    | Cupcake Job           | Кексовая работа           | 12 ноября 2015    | -                    |
| 25    | Hibernation           | Зимняя спячка             | 19 ноября 2015    | -                    |
| 26    | Charlie Ball          | Чарли Болл                | 11 февраля 2016   | -                    |

## Сезон 2
| Номер | Оригинальное название | Русское название         | Дата показа (США) | Краткое описание серии |
| ----- | --------------------- | ------------------------ | ----------------- | --- |
| 1     | Yard Sale             | Дворовая распродажа      | 25 февраля 2016   | Медведи чисто случайно попадают на дворовую распродажу и уходят с неё с целой коробкой вещей. |
| 2     | Slumber Party         | Вечеринка с ночевкой     | 3 марта 2016      | На город надвигается сильный ветер с грозой и Хлоя отпрашивается у родителей на ночлег у медведей, которые делают своей главной целью защитить Хлою. |
| 3     | Bear Cleanse          | Медвежье очищение        | 10 марта 2016     | Чтобы поправить своё здоровье, врач советует медведям пройти очистку организма, что означает, что им придется в течение трёх недель питаться только тем, чем их собратья питаются в дикой природе.                                                       |
| 4     | Nom Nom’s Entourage   | Свита Ням-Няма           | 17 марта 2016     | Ном-Ном предлагает медведям стать его свитой и сопровождать его на всех мероприятиях. |
| 5     | Ranger Tabes          | Рейнджер Тэйбс           | 31 марта 2016     | Медведи осуществляют заказ гирлянды через интернет, но их посылка теряется в пути. Ребята решают обратиться за помощью в полицию, но те присылают им на помощь рейнджера.                                                                                |
| 6     | Rooms                 | Комнаты                  | 21 апреля 2016    | Из-за вынужденной причины, медведи меняются комнатами на ночь и узнают тайны которые скрывали друг от друга. |
| 7     | Losing Ice            | Теряя Белого             | 28 апреля 2016    | После того, как у Белого заканчивается терпение и он уходит из дома оставив братьев, те в свою очередь воспринимают это как предательство и приступают к поиску кандидата на его место.                                                                  |
| 8     | Cellie                | Мобильничек              | 5 мая 2016        | Панде надоедает, что братья постоянно берут у него его мобильный телефон и запрещает им это делать. На следующий день Гризз и Белый покупают себе супер навороченные смартфоны, заставляя тем самым завидовать им Панду.                                 |
| 9     | Fashion Bears         | Модные Медведи           | 1 августа 2016    | Чтобы получить доступ к некоторым заведениям города, медведям предстоит начать носить одежду, что кардинально меняет их жизнь. Гризли принимают за нового сотрудника в офисе, Панда начинает встречаться с девушкой, а Белый становиться моделью.        |
| 10    | The Island            | Остров                   | 2 августа 2016    | Медвежата оказываются на берегу пустынного острова, где они встречают двух потерпевших кораблекрушение. Когда они пытаются найти способ спасения, они узнают, что кто-то саботирует их поиски.                                                           |
| 11    | Bear Flu              | Медвежий Грипп           | 3 августа 2016    | После купания в местном пруду, медведи заражаются гриппом, а Хлоя пытается найти лекарство от их болезни. |
| 12    | Chicken and Waffles   | Цыпленок и Вафли         | 4 августа 2016    | Панда вместе со своими братьями должен был отправиться в самый лучший ресторан, но на пол пути вспоминает, что оставил телефон дома. Панда обещает Белому и Гриззу присоединиться к ним позже, но кажется, что всё в этот день против этого.             |
| 13    | The Audition          | Прослушивание            | 5 августа 2016    | Компания производящие любимые хлопья медведей организовывает прослушивание на роль следующего талисмана, ребята на столько погружаются в процесс, что начинают конкурировать между собой.                                                                |
| 14    | Captain Craboo        | Капитан Крабу            | 5 сентября 2016   | Медведи воссоединяются с их любимым крабом, капитаном Крабу. Но после неудачной стычки с Ном-Ном, медведи могут потерять свое домашнее животное навсегда.                                                                                                |
| 15    | Baby Bears on a Plane | Дети Медведи на самолете | 6 октября 2016    | Еще один рассказ из детства братьев. На этот раз наша любимая троица отправляется в путешествие в Швецию и оказывается на борту самолёта в багажном отделении.                                                                                           |
| 16    | Yuri and the Bear     | Юрий и Медведь           | 13 октября 2016   | Живя в одиночку в Арктике, белый медвежонок встречает таинственного человека, который помогает ему выжить в холодном пространстве. |
| 17    | Icy Nights            | Ледяные ночи             | 20 октября 2016   | Во 2 сезоне 18 серии сериала «Мы обычные медведи» Банда технорей воруют у Белого его супер-пылесос и чтобы его вернуть, тому потребуется спуститься в подземные коммуникации мегаполиса.                                                                 |
| 18    | Everyone’s Tube       | Трубка каждого           | 27 октября 2016   | Эпизод полностью состоит из ранее залитых медведями на YouTube музыкальных клипов с их собственным участием в главных ролях. |
| 19    | Creature Mysteries    | Тайны Существ            | 3 ноября 2016     | Рэнджер Тэйбс рассказывает Медведям, что она проводит поиски таинственного существа. Когда Медведи понимают, что она на самом деле пытается отыскать их друга Чарли, они разделяются, чтобы обеспечить Чарли безопасность.                               |
| 20    | The Library           | Библиотека               | 10 ноября 2016    | Когда медведи находят в библиотеке Хлою в измотанном состоянии, они решают помочь ей с учебой, но делают только хуже. |
| 21    | Grizz Helps           | Гриз Помогает            | 17 ноября 2016    | Гризз покидает пещеру, чтобы помочь любому, кого он сможет встретить в городе. |
| 22    | Christmas Parties     | Рождественские Вечеринки | 2 декабря 2016    | Медведи видят рекламу с приглашение на крутую рождественскую вечеринку, организатором которой является Ном-Ном, и решают, что должны на неё попасть. Но чтобы никого не обидеть обидеть, в первую очередь им необходимо посетить вечеринки своих друзей. |
| 23    | Subway                | Подземка                 | 4 апреля 2017     | Медведи оказываются на платформе метро после пропуска своего поезда. Во время ожидания поезда, братья сталкиваются с проблема, которые им необходимо решить до прибытия следующего состава.                                                              |
| 24    | Panda’s Friend        | Друг Панды               | 11 декабря 2016   | Панда устаёт от того, что братья не поддерживают его варианты развлечений и решает зарегистрироваться на сайте по подбору друзей по интересам. |
| 25    | Neighbors             | Соседи                   | 11 апреля 2017    | Неподалёку от пещеры медведей, незнакомцы разбивают лагерь. Панда и Белый не против новых соседей, но Гризз чувствует, что добра от них ждать не стоит.                                                                                                  |

## Сезон 3
| Номер | Оригинальное название     | Русское название        | Дата показа (США) | Краткое описание серии |
| ----- | ------------------------- | ----------------------- | ----------------- | --- |
| 1     | Grizzly the Movie         | Фильм Гризли            | 3 апреля 2017     | Гризз получает роль в документальном фильме о медведях гризли, но вскоре понимает, что фильм искажает истинную картину о жизни его собратьев. |
| 2     | Anger Management          | Управление гневом       | 5 апреля 2017     | Ном-Ном должен пройти курсы по управлению гневом, чтобы сохранить свою карьеру и славу. |
| 3     | $100                      | Сто долларов            | 10 апреля 2017    | Малыши-медведи находят сто долларовую банкноту и думают, что с помощью неё смогут осуществить свою мечту, но вскоре понимают, что не всё так просто. |
| 4     | Professor Lampwick        | Профессор Лэмпвик       | 12 апреля 2017    | Преподаватель Хлои слишком зол и не желает тратить своё собственное время, на осуждение её плохой отметки. Медведи решают помочь подруге и пытаются взять ситуацию под свой контроль, что приводит к ещё большим проблемам у Хлои.                        |
| 5     | Ralph                     | Ральф                   | 13 апреля 2017    | Чарли встречает подобное ему существо по имени Ральф, но медведи уверены, что от Ральфа стоит ожидать только одни неприятности. |
| 6     | Planet Bears              | Планета медведей        | 17 апреля 2017    | Документальный фильм о жизни медведей, который расскажет о всех причудах и мелочах их жизни, включая поездки в продуктовый магазин. |
| 7     | Coffee Cave               | Кофейная пещера         | 18 апреля 2017    | Когда братья узнают, что Белый прирождённый бариста, медведи превращают свою пещеру в популярное кафе. |
| 8     | Charlie’s Big Foot        | Большая нога Чарли      | 19 апреля 2017    | После того, как Чарли ушибает ногу, медведи должны отвезти его в больницу для оказания медицинской помощи. |
| 9     | The Demon                 | Демон                   | 20 апреля 2017    | Во время развлечения, по неосторожности Белого балахон Хлои оказывается в плену у соседской собаки и ставят перед собой миссию, вернуть его любой ценой.                                                                                                  |
| 10    | Panda’s Art               | Искусство Панды         | 24 апреля 2017    | Панда рисует картину для Чарли, которая приобретает известность, и когда арт-дилер делает Панде выгодное предложение, он просит Чарли вернуть данную картину.                                                                                             |
| 11    | Poppy Rangers             | Маленькие рейнджеры     | 25 апреля 2017    | Рейнджер Тэйбс возглавляет экспедиционный отряд молодых девушек в пещеру и предлагает Гриззу принять участие в экспедиции в качестве эксперта по пещерам.                                                                                                 |
| 12    | Lucy’s Brother            | Брат Люси               | 26 апреля 2017    | Чтобы произвести впечатление на Люси, Панда вызывается побыть нянькой для её брата, Клиффорда. Но присмотр за Клиффордом оказывается не таким уж простым занятием как оно казалось.                                                                       |
| 13    | The Fair                  | Ярмарка                 | 7 августа 2017    | Мишки становятся призами на карнавальной игре в надежде, что их кто-то выиграет и у них появится новый дом. |
| 14    | Private Lake              | Частное озеро           | 8 августа 2017    | Когда из-за наплыва туристов озеро медведей становится переполненным, Чарли показывает им своё частное озеро. |
| 15    | Lunch with Tabes          | Ланч с Тэйбс            | 9 августа 2017    | Медведи обедают с Рэнджером Тэйбс, но когда её ланч кто-то крадёт, она решает применить все свои детективные навыки, чтобы отыскать преступника. |
| 16    | Road Trip                 | Дорожное путешествие    | 10 августа 2017   | Медведи вместе со своей подругой Хлоей отправляются в дорожное путешествие, чтобы понаблюдать за метеоритным дождём. Так как Белый единственный у кого есть водительские права, то он назначается старшим, что оказывается не таким уж и легким занятием. |
| 17    | Summer Love               | Лето любви              | 11 августа 2017   | У Панды появляется новая миссия: Вернуть потеренный телефон девушке своёи мечты. |
| 18    | The Kitty                 | Котёнок                 | 1 сентября 2017   | Во время прогулки в лесу, медведи находят маленького котенка и решают оставить его себе. |
| 19    | Crowbar Jones             | Кровбар Джонс           | 1 сентября 2017   | Гризз показывает эпический любительский фильм, который он просто сделал для фокус-группы, но когда он замечает, что люди расходятся, он должен найти способ удержать зрителя.                                                                             |
| 20    | Kyle                      | Кайл                    | 8 сентября 2017   | Ном-Ном воссоединился со своим давно потерянным братом, Кайлом. |
| 21    | Citizen Tabes             | Тэйбс больше не рэнджер | 15 сентября 2017  | После того, как рэнджер Тэйбс случайно ранит животное, она принимает решение покинуть свой пост. Медведи предпринимают все возможные варианты, чтобы Тэйбс вернулась на своё рабочее место.                                                               |
| 22    | Dance Lessons             | Уроки танцев            | 22 сентября 2017  | Панда соглашается на предложение Люси быть её партнёром на танцевальном конкурсе. Но обнаруживается, что Люси ужасный танцор, но Панда слишком боится её обидеть, чтобы сказать ей это в лицо.                                                            |
| 23    | Icy Nights II             | Ледяные ночи II         | 29 сентября 2017  | Белый отправляется на ночное приключение, чтобы спасти своего друга, Яну, от старых знакомых врагов. |
| 24    | Dog Hotel                 | Собачий отель           | 6 октября 2017    | В пещере медведей производится дезинфекция от паразитов и ребятам ничего не остаётся, как переночевать в отеле для собак. |
| 25    | Bear Lift                 | Медвежий подъём         | 13 октября 2017   | Чтобы спасти магазин Даррелла, медведям необходимо найти крупную сумму денег, для этого они используют свою привычную форму передвижения в качестве такси через мобильное приложение.                                                                     |
| 26    | The Nom Nom Show          | Ном-Ном шоу             | 13 октября 2017   | Все идет наперекосяк, в то время когда Ном-Ном начинает запуск собственного ТВ-шоу, чтобы помочь ему, медведи предлагают свою помощь и появляются на шоу.                                                                                                 |
| 27    | Ice Cave                  | Ледяная пещера          | 20 октября 2017   | Ральф берет пещеру медведей под свой контроль и превращает ее в заснеженную крепость, где он царствует как королями над медведями и Чарли. |
| 28    | Spa Day                   | День СПА                | 20 октября 2017   | Медведи решают выделить один день для СПА-салона. Гризз решает пользоваться ситуацией по полной и поэтому соглашается на всю, что может предложить салон. Панда оказывается запертым со стариком в парной. А Белый проводит время играя в пинг-понг.      |
| 29    | Charlie’s Halloween Thing | Хэллоуин Чарли          | 27 октября 2017   | Чарли проводит вечер страшных рассказов с участием Медведей. |
| 30    | Bunnies                   | Кролики                 | 3 ноября 2017     | Молодые медведи встречают группу беспомощных кроликов. Когда они узнают что кролики живут в страхе перед злобными воронами, медведи решают стать героями и выручить их.                                                                                   |
| 31    | Pigeons                   | Голуби                  | 3 ноября 2017     | Гризз заводит дружелюбные отношения со стаей голубей. |
| 32    | Panda 2                   | Панда 2                 | 10 ноября 2017    | Будучи маленьким, Панда счастливо живет под присмотром зоотехников, но когда он обретает нового друга, Панда2, его мировоззрение меняется и он решается на большое приключение.                                                                           |
| 33    | Tubin                     | Тубин                   | 10 ноября 2017    | В поисках приключений медведи катаются на трубе по опасной реке. |
| 34    | Lazer Royale              | Лазер Рояль             | 17 ноября 2017    | Медвежата принимают участие в лазерной битве в надежде выиграть небольшое количество мороженого, но всё оказывается не так весело как оно им сначала представлялось.                                                                                      |
| 35    | Ranger Games              | Игры рейнджеров         | 17 ноября 2017    | Медведи принимают участие в командной спортивной игре. |
| 36    | The Perfect Tree          | Прекрасное дерево       | 1 декабря 2017    | Хлоя и Белый отправляются на поиски самой красивой рождественской елки. |
| 37    | Bearz II Men              | Медведи II Парни        | 5 января 2018     | Мишки помогают подростку осуществить свою мечту стать известным певцом. |
| 38    | Bro Brawl                 | Братская стычка         | 5 января 2018     | Медведи участвуют в телевикторине, где братьям предстоит сразиться с бывшим лучшим другом Панды, Тома и его соседей по комнате. |
| 39    | Hurricane Hal             | Ураган Хэл              | 12 января 2018    | Буря надвигается на город, когда медведи находятся порознь. Гризз присматривает за маленькими рейнджерами. Панда застревает с Чарли в его автомобиле. И Белый вместе с Хлоей в городе, пытаются добраться до дома.                                        |
| 40    | Vacation                  | Отпуск                  | 19 января 2018    | По настоянию доктора, Ном-ном отправляется отдохнуть в отпуск, но вскоре, его планы спокойно понежиться развеиваются как дым, ведь его попутчиком оказывается: Гризз.                                                                                     |
| 41    | Beehive                   | Улей                    | 26 января 2018    | Медведи позволяют пчелам жить в пещере, чтобы те делали для них мёд. Но вскоре, с помощью своего мёда, пчелы порабощают ребят. |
| 42    | The Park                  | Парк                    | 2 февраля 2018    | Медведи проводят день в парке. Гризз работает. Панда пытается продать свое произведение искусства. Белый тренирует детей. |
| 43    | I Am Ice Bear             | Я — ледяной медведь     | 9 февраля 2018    | После того, как Белый ударяется головой, Гризз и Панда замечают, что их брат ведёт себя не как обычно. |
| 44    | Baby Bears Can’t Jump     | Мишки не умеют прыгать  | 16 февраля 2018   | Мишки желают выиграть пиццу, но для этого им предстоит встретиться в баскетбольном поединке с детской командой. |

## Мини-эпизоды. 1 сезон
| Номер | Оригинальное название | Русское название      | Дата Показа (США) | Дата Показа (Россия) |
| ----- | --------------------- | --------------------- | ----------------- | -------------------- |
| 1     | Bear Cleaning         | Уборка                | 6 июля 2015       | 22 декабря 2015      |
| 2     | Nom Nom Vs Hamster    | Ном Ном против Хомяка | 3 августа 2015    | -                    |
| 3     | Panda’s Dream         | Мечты Панды           | 1 сентября 2015   | -                    |
| 4     | Log Ride              | Поездка На Бревне     | 2 ноября 2015     | 22 декабря 2015      |
| 5     | Goodnight, Ice Bear   | Спокойной Ночи, Белый | 1 декабря 2015    | -                    |

## Производство
Сериал We Bare Bears создан аниматором Дэниелом Чонгом, который ранее работал для Pixar и Illumination, на основе его собственного веб-комикса «The Three Bare Bears», увидевшего свет в 2010 году. Исполнитель саундтрека «We’ll Be There» — Эстель.

## Приквел и сиквел
В 2022 году компания WarnerMedia Kids & Family выпустила в прокат приквел «Мы обычные медвежата» (англ. We Baby Bears), посвящённый детству персонажей We Bare Bears и их прошлому (до начала повествования оригинального сериала).
В 2020 году на основе мультсериала We Bare Bears был создан одноимённый полнометражный фильм (англ. We Bare Bears: The Movie), который завершает историю медведей.